# Brazos Valles
Brazos Valles es una formación geológica de tipo valle en la superficie de Marte, localizada con el sistema de coordenadas planetocéntricas a -2.69° latitud N y 21.49° longitud E, que mide 387.51 km de diámetro. El nombre fue aprobado por la Unión Astronómica Internacional en 1982 y hace referencia al río Brazos en Texas, Estados Unidos.